# Lawrence Batley Seniors
De Lawrence Batley Seniors was een golftoernooi van de Europese Senior Tour. Het toernooi werd altijd gespeeld in Huddersfield, de geboorteplaats van Lawrence Batley.

## Winnaars
| Jaar | Baan                        | Winnaar         | Score | Score |
| ---- | --------------------------- | --------------- | ----- | ----- |
| 1992 | Woodsome Hall, Huddersfield | Bobby Verwey    |       |       |
| 1993 | Woodsome Hall, Huddersfield | Peter Butler    |       |       |
| 1994 | Woodsome Hall, Huddersfield | John Morgan     |       |       |
| 1995 | Fixby, Huddersfield         | Alberto Croce   |       |       |
| 1996 | Fixby, Huddersfield         | Malcolm Gregson |       |       |
| 1997 | Huddersfield Golf Club      | Antonio Garrido |       |       |
| 1998 | Huddersfield Golf Club      | Bobby Verwey    |       |       |
| 1999 | Huddersfield Golf Club      | Eddie Polland   | 201   | -12   |
| 2000 | Huddersfield Golf Club      | David Huish po  | 212   | -1    |
| 2001 | Huddersfield Golf Club      | Nick Job        | 204   | -9    |
| 2002 | Huddersfield Golf Club      | Neil Coles po   | 209   | -4    |

po: David Huish won de play-off van Neil Coles en John Fourie met een par op de eerste hole.

po: Neil Coles won de play-off van David Creaner en Steve Stull.